# Kuqa Qiuci Airport
Kuqa Qiuci Airport (kinesiska: 库车龟兹机场) är en flygplats i Kina. Den ligger i den autonoma regionen Xinjiang, i den nordvästra delen av landet, omkring 440 kilometer sydväst om regionhuvudstaden Ürümqi.
Runt Kuqa Qiuci Airport är det ganska glesbefolkat, med 27 invånare per kvadratkilometer. Närmaste större samhälle är Kuche, 4,3 km väster om Kuqa Qiuci Airport. Trakten runt Kuqa Qiuci Airport består till största delen av jordbruksmark.
Genomsnittlig årsnederbörd är 125 millimeter. Den regnigaste månaden är juni, med i genomsnitt 34 mm nederbörd, och den torraste är april, med 1 mm nederbörd.